# الثورة السورية (2011)
الثورة السورية وتُعرف أيضًا باسم ثورة الكرامة أو الانتفاضة السورية، كانت مرحلة من الاحتجاجات والعنف في الصراع السوري، واستمرَّت من شهر مارس 2011 حتَّى ديسمبر عام 2024. تطورت الانتفاضة من احتجاجات بسيطة في البداية، وذلك اعتباراً من يناير 2011، كرد فعل على الثورات التي شهدتها عدد من الدول العربية، والفساد الحكومي وانتهاكات حقوق الإنسان. تميزت مرحلة انتفاضة بمظاهرات ضخمة للمعارضة مناهضة لنظام الرئيس بشار الأسد البعثي، ومواجهات مع الشرطة وقوات الأمن وعنف واعتقالات واسعة النطاق والقمع الوحشي، مما أدى إلى وقوع مئات الضحايا وآلاف البشر من الجرحى.
على الرغم من محاولات بشار الأسد لتهدئة المحتجين بإطلاق حملة أمنية واسعة النطاق واستخدامه الرقابة من جهة وتقديمه عدد من التنازلات الشكلية من جهة أخرى، كان قبل نهاية شهر أبريل واضح أن الوضع يتجه إلى الخروج عن سيطرته لذلك نشرت الحكومة السورية القوات المسلحة مدعومة بأجهزة الأمن والشبيحة في الشوارع واقتحمت فيها عشرات المدن والبلدات في جميع أنحاء البلاد.
مرحلة الانتفاضة المدنية خلقت منبراً لظهور حركات معارضة مسلحة وإنشقاقات ضخمة من الجيش السوري، والتي حولت الصراع تدريجياً من انتفاضة شعبية/ثورة لتمرد مسلح، وبعدها حرب أهلية. في 29 يوليو 2011 تم إنشاء الجيش السوري الحر المعارض، وهو ما أعلن عن بداية العمليات المسلحة ضد حكومة الأسد. منذ ذلك الحين، اتخذ الصراع شكل تمرد مسلح مع انتهاء الحراك المدني والتفات أعضاء المعارضة إلى حمل السلاح.
أتممت الثورة السورية هدفها الرئيسي بعد سقوط نظام الأسد في ديسمبر 2024 بعد هروب الأسد إلى موسكو. وأدى تحرير دمشق إلى إنهاء حقبة الأسد.

## الخلفية
قبل الانتفاضة التي اندلعت في سوريا في منتصف مارس 2011، كانت الاحتجاجات متواضعة نسبياً، بالنظر إلى موجة الاضطرابات التي انتشرت عبر العالم العربي. ظلت سوريا حتى مارس 2011، طوال عقود، هادئة بشكل سطحي، ويرجع ذلك إلى حد كبير إلى الخوف بين الناس من أفراد الشرطة السرية التي ألقت القبض على المواطنين المنتقدين.
وتشمل العوامل التي أسهمت في الاضطرابات الاجتماعية في سوريا حالات الإجهاد الاجتماعي والاقتصادي التي تعود إلى الصراعات في العراق، فضلا عن أشد حالات الجفاف شدة المسجلة في المنطقة.
وبدأت في يناير احتجاجات طفيفة تدعو إلى إجراء إصلاحات حكومية، واستمرت هذه الاحتجاجات في مارس. وكانت احتجاجات لا هوادة فيها حدثت في القاهرة ضد الرئيس المصري حسني مبارك، وفي سوريا يوم 3 فبراير عبر موقعي فيسبوك وتويتر، دعا نشطاء ضد حكومة الرئيس بشار الأسد إلى عقد يوم من الغضب يوم الجمعة، 4 فبراير. ولم يسفر ذلك عن احتجاجات. ورغم ذلك فقد قيل إنه في ليلة سقوط مبارك في 11 فبراير، شوهد الرسم على الجدران تحت جسر في دمشق، «إجاك الدور يا دكتور» — في إشارة إلى الرئيس الأسد، طبيب العيون بالتدريب.

## التسلسل الزمني

### بداية المظاهرات

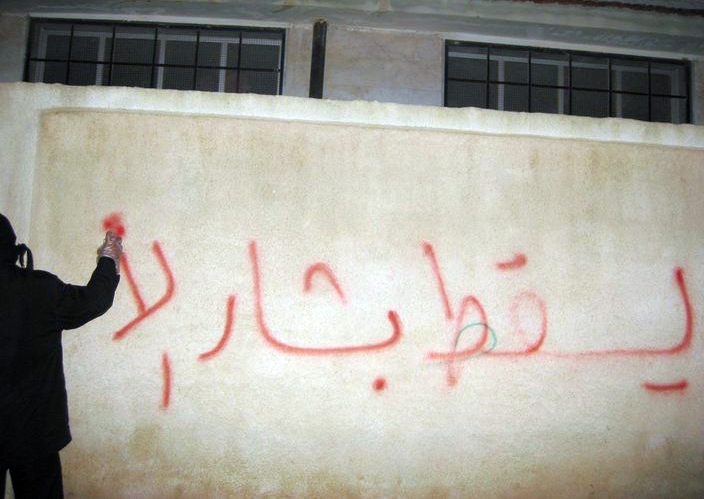
شعارات تُطالب بإسقاط النظام شبيهة بتلك التي أشعلت الاحتجاجات في مدينة درعا.

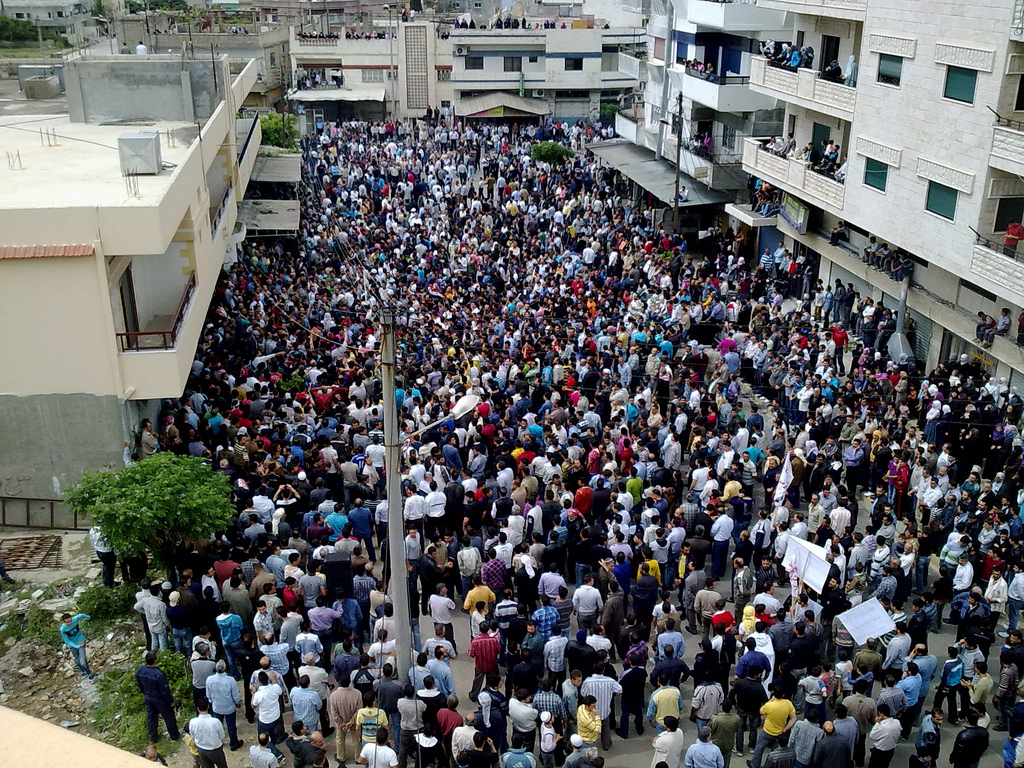
مظاهرات تُطالب بإسقاط النظام في «ساحة الحرية» بمدينة بانياس خلال «جمعة الغضب» في 29 أبريل 2011، قبل الاجتياح العسكري للمدينة بأربعة أيام.

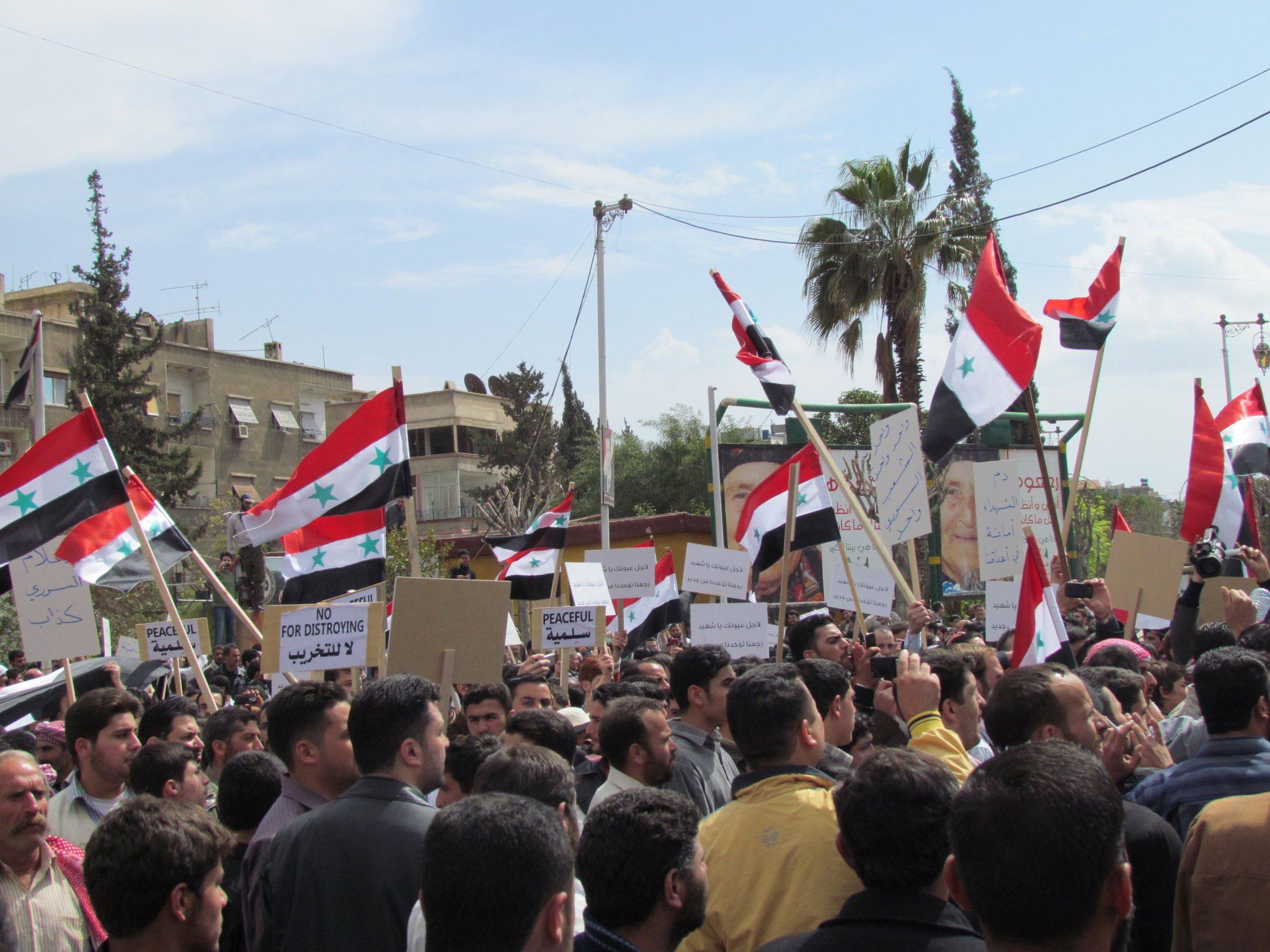
مظاهرة مناهضة للنظام في بلدة دوما قربَ دمشق.

متظاهرون في ساحة العاصي في حماة.

وجه ناشطون الدعوة إلى «يوم غضب سوري» في 15 مارس 2011 عبر صفحة على موقع فايسبوك، تزامنًا مع حالة احتقان في مدينة درعا جنوب سوريا، بعد اعتقال عدد من الأطفال المتأثرين بالربيع العربي، بعد كتابتهم لشعارات مناهضة للنظام على جدران مدرستهم.
في يوم 15 مارس 2011 خرجت عدة مظاهرة ضمت العشرات من الجامع الأموي، تم فضّها بعد تجمّع موالين للرئيس. وتكرر الأمر ذاته في اليوم التالي، مقابل مبنى وزارة الداخلية في ساحة المرجة.
 اشتبك المتظاهرون مع الشرطة المحلية، وتصاعدت المواجهات في 18 مارس بعد صلاة الجمعة. هاجمت قوات الأمن المتظاهرين الذين تجمعوا في المسجد العمري مستخدمين خراطيم المياه والغاز المسيل للدموع، تلاها إطلاق نار حي، مما أسفر عن مقتل أربعة. وقد خرجت مظاهرات صغيرة في مدن دمشق ودرعا وحمص وبانياس، واجهها الأمن في درعا بإطلاق النار، وبالتفريق والاعتقال في المناطق الأخرى.
في يوم الجمعة 18 مارس، وطوال الأسبوع التالي، كانت درعا وقراها مسرحًا لمظاهرات حاشدة واشتباكات مع الأمن، أوقعت خلال الأسبوع 100-150 قتيل حسب المعارضة.

في 20 مارس / آذار، أحرقت مجموعة من الغوغاء مقر حزب البعث والمباني العامة الأخرى. وردت قوات الأمن بسرعة، وأطلقت الذخيرة الحية على الحشود، وهاجمت مراكز التنسيق في المظاهرات.أسفر الهجوم الذي استمر يومين عن مقتل سبعة من ضباط الشرطة و 15 محتجًا.
في 25 مارس، انتشرت الاحتجاجات الجماهيرية في جميع أنحاء البلاد، حيث خرج المتظاهرون بعد صلاة الجمعة. قُتل ما لا يقل عن 20 متظاهراً على أيدي قوات الأمن. امتدت الاحتجاجات بعد ذلك إلى مدن سورية أخرى، بما في ذلك حمص وحماة وبانياس وجاسم وحلب ودمشق واللاذقية. وقد تم الإبلاغ عن مقتل أكثر من 70 متظاهراً.
شهدت حمص في ساحة الساعة اعتصامًا ضخمًا فرقته قوى الأمن في الليلة ذاتها لما عرف بمجزة الساعة يوم 18 أبريل. وفي 25 أبريل، دخلت قوات الجيش السوري للمرة الأولى مع حصار درعا، وتزامنًا دوما والمعضمية في ريف دمشق؛ ألحقها في 3 مايو ببانياس.

### اشتداد المظاهرات وتدخل الجيش
في 9 مايو كان الجيش السوري قد دخل مرحلة جديدة تمثلت بحصار حمص واجتياحها، ثالث المدن السوريّة والتي كانت قد شهدت مظاهرات قدرت بمئات الآلاف، تزامنًا كانت مناطق في الريف الحمصي تتعرض لعمليات عسكرية، فحوصرت تلكلخ، ثم حوصرت الرستن وتلبيسة.
لم تتوقف المظاهرات مع بدء العمل العسكري، في 3 يونيو شهدت ساحة العاصي في مدينة حماة ومعرة النعمان في محافظة إدلب اعتصامًا ضخمًا ردّت قوات الأمن بإطلاق النار فيما عرف بمجزرة حماة، ردّ عليها سكان المدينة بالإضراب الشامل. كما شهد 4 يونيو دخول الجيش إلى إدلب فحاصر جسر الشغور وتمركز في سهل الغاب وجبل الزاوية؛ كما اقتحمت في 10 يونيو معرة النعمان، وعثر على 120 جثة لمجندين سوريين في جسر الشغور في مقبرة جماعية قالت الحكومة أنهم سقطوا على يد العصابات المسلحة، في حين قالت الجهات المعارضة أنهم مجندون همّوا بالانشقاق. كما شهدت أواخر يونيو، أولى مظاهرات حلب الكبيرة، والتي كانت هادئة نسبيًا خلال الشهور السابقة فيما سمي «بركان حلب».
مع مطلع يوليو عاد الجيش السوري لحصار حماة مرة ثانية إثر مظاهراتها الضخمة في الفترة السابقة والتي اشتهرت منها عدد من رموز المعارضة أبرزها إبراهيم القاشوش الذي قتل خلال الاجتياح الثاني؛ في 10 يوليو، خرج مئات المتظاهرين في ما عرف «بمظاهرة المثقفين والفنانين» للمطالبة بإيقاف «الحل الأمني»؛ ومع اشتداد المظاهرات من جهة، واشتداد الحل الأمني من جهة ثانية، أرادت المعارضة السياسية السورية أخيرًا إيجاد جسم موحد يمثل الحراك الشعبي، فعُقد أولًا مؤتمر الإنقاذ الوطني السوري في مدينة إسطنبول، وبعد حوالي شهرين من الجدال والمفاوضات، تأسس المجلس الوطني السوري، في 2 أكتوبر، الذي اعترف به ممثلًا شرعيًا للمعارضة السورية.
في 15 يوليو سقط في بحي القابون 14 قتيلًا إلى جانب آخرين سقطوا في حي برزة وركن الدين، فكان أن خرجت العاصمة بمظاهرات حاشدة لتشييعهم في اليوم التالي.
العمليات العسكرية في ريف دمشق، عادت في 16 يوليو مع دخول الجيش السوري مدينة قطنا بحوالي 20 دبابة. وفي 31 يوليو، كان اجتياح حماه الثالث تزامنًا مع اجتياح حمص الثاني، ودير الزور التي سقط في حيي الجورة والحويقة 65 قتيلًا، والبوكمال والحراك والحولة واللاذقية التي شاركت البحرية السورية فيها للمرة الأولى في العمليات العسكرية، وخلفت 30 قتيلًا. وبشكل عام فإنّ كل منطقة شهدت مظاهرات في البلاد، كانت قابلة للاجتياح. كان الجيش قد أطلق هذه العملية الواسعة النطاق، مع بداية شهر رمضان لسحق المظاهرات؛ وامتازت تلك الفترة، بارتفاع حدة الدمويّة عن المرحلة التي سبقتها، فيوم 31 يوليو خلّف 150 قتيلًا 100 منهم في حماه وحدها، ومجمل العملية العسكرية التي استمرت في حماه حتى 7 أغسطس خلفت 300 قتيل.
في 9 أغسطس أعلنت السعودية والكويت والبحرين سحب سفرائها من سوريا، وفي اليوم ذاته أصدرت الجامعة العربية أول بيان لها فيما يخصّ الأحداث، وفي 18 أغسطس أعلنت الولايات المتحدة الأمريكية وفرنسا وبريطانيا وألمانيا والاتحاد الأوروبي وكندا أن الرئيس السوري بشار الأسد قد فقد شرعيَّته بالكامل وباتَ عليه التنحِّي فوريًا عن الحكم. وفي 22 أغسطس، زارت أول بعثة من مجلس حقوق الإنسان البلاد، ونظمت جولات في دمشق وحمص. كما أعلن مجلس حقوق الإنسان في 12 سبتمبر تشكيل لجنة تحقيق دولية في الانتهاكات ومعظم الأحداث التي شهدتها البلاد؛ غير أنّ الحكومة السورية رفضت السماح بدخول اللجنة.
يذكر، أن ليلة القدر أي يوم 28 أغسطس شهد تصعيدًا كبيرًا في العاصمة انطلاقًا من كفرسوسة، وشمل معظم أحياء العاصمة وريفها، ضمن محاولات الوصول إلى ساحة العباسيين.
في 4 أكتوبر تحرك مجلس الأمن الدولي، حين قدمت بريطانيا وفرنسا وألمانيا والبرتغال مشروع قرار يدين النظام السوري ويطالبه باحترام حقوق الإنسان والبدء بإصلاحات سياسية، غير أن استخدام روسيا والصين حق النقض أجهض المشروع.
كما تسبب اغتيال مشعل تمو يوم 7 أكتوبر مظاهرات حاشدة في المناطق الكردية مثل الحسكة والقامشلي، وقدر عدد المشيعين بنحو 50.000 شخص، كما شهدت المناطق الكردية إضرابًا عامًا، احتجاجًا على تصفية أحد كبار رموز المعارضة السورية الكردية. تزامنًا، اقتحمت عدد من السفارات السورية في أوروبا، في بريطانيا وألمانيا والنمسا وسويسرا. شهدت تلك المرحلة، تصفية كبار قادة المعارضة على الأرض، ففي 15 أكتوبر، وبذات طريقة اغتيال تمو، اغتيل زياد العبيدي وهو من كبار ناشطي دير الزور.
في 16 أكتوبر عقد وزراء الخارجية العرب اجتماعًا طارئًا في القاهرة، توصلوا بعده إلى منح مهلة 15 يومًا للنظام السوري لبدء حوار مع المعارضة يَحل الأزمة المتفاقمة في البلاد، كما شكلوا لجنة وزارية هدفها التواصل مع النظام لوقف أعمال العنف في سوريا. وفي 26 أكتوبر دعا المجلس الوطني السوري إلى إضراب عامٍ في مجمل أنحاء سوريا، وذلك تضامنًا مع درعا بعد أن كانت قد بدأت إضرابًا في بداية الأسبوع، وفي اليوم التالي لاقى الإضراب نجاحًا كبيرًا وفق الهيئة العامة للثورة السورية، خصوصًا في محافظتي حمص وحماة، بالإضافة إلى محافظة درعا حيث دخلَ يومه الثامن.

## ردود الأفعال

### ردود الأفعال المحلية

#### وجهة النظر الحكومية
حسب الرواية الرسميّة، فإن «عصابات إرهابية مسلحة» تقوم باستهداف المدنيين والجيش في نفس الوقت، وقد اصطلح على تسميتها في بداية الانتفاضة «المندسين»، كما أن هوية هذه العصابات غير معروفة على وجه الدقة، غير أن الجهات الحكومية تجد أنها «سلفية جهادية» وأن الجيش السوري إنما ينشط في المدن والمناطق السورية للقضاء على هذه العصابات، التي اتهمت دول مجاورة وجهات عربية بتمويلها، كما توجه إليها تهمة قتل ألوف من الجنود وعناصر الأمن السوريين. وقد وصف الرئيس الأسد المعارضة بأنها جماعات إرهابية مسلحة ذات دوافع«تكفيرية» إسلامية متطرفة، ووصف نفسه بأنه الضامن الأخير لنموذج حكم علماني. وتقول الحكومة أيضًا أن عمليات تخريب للممتلكات العامة والخاصة قد وقعت على أيدي المتظاهرين، وأن عمليات خطف وتهجير وتنكيل وتمثيل بالجثث واستجلاب خلفيات طائفيّة يرافق التظاهر.

#### الحملة الأمنية
حتى قبل بدء الانتفاضة، قامت الحكومة السورية باعتقالات عديدة للمعارضين السياسيين ودعاة حقوق الإنسان، الذين وصفت الحكومة الكثير منهم ب ـ«الإرهابيين». في أوائل فبراير 2011، اعتقلت السلطات العديد من الناشطين، بما في ذلك السياسيون غسان النجار، عباس عباس، وعدنان مصطفى.
وقد ردّت الشرطة وقوات الأمن على الاحتجاجات بعنف، باستخدام خراطيم المياه والغاز المسيل للدموع وكذلك ضرب المتظاهرين جسديًا وإطلاق الذخيرة الحية.
مع بدء الانتفاضة، شنت الحكومة السورية حملة اعتقالات أسرت عشرات الآلاف من الأشخاص، وفقًا للمحامين والناشطين في سوريا وجماعات حقوق الإنسان. رداً على الانتفاضة، تم تغيير القانون السوري للسماح للشرطة وأي من قوات الأمن الـ 18 في البلاد باحتجاز المشتبه به لمدة ثمانية أيام دون أمر قضائي. ركزت الاعتقالات على مجموعتين: النشطاء السياسيين، والرجال والفتيان من البلدات التي سيبدأ الجيش السوري في محاصرتها في أبريل. تعرض الكثير من المعتقلين لمعاملة سيئة. كان الكثير من المعتقلين مكتظين في غرف ضيقة وحصلوا على موارد محدودة، وتعرض بعضهم للضرب أو الضرب بالكهرباء أو الوهن. كشفت هيومان رايتس ووتش عن 27 مركز تعذيب على الأقل تديرها أجهزة المخابرات السورية في 3 يوليو / تموز 2012.

#### الإصلاحات والتنازلات
خلال شهري مارس وأبريل، قدمت الحكومة السورية - على أمل تخفيف حدة الاضطرابات - عدّة إصلاحات سياسيّة وتغييرات في السياسة الداخلية. قامت السلطات بتقصير التجنيد الإلزامي للجيش، وفي محاولة واضحة للحد من الفساد، تمت إقالة محافظ درعا. وأعلنت الحكومة أنها ستفرج عن السجناء السياسيين وتخفيض الضرائب وترفع رواتب عمال القطاع العام وتوفر المزيد من الحريات الصحفيّة وتزيد من فرص العمل. لكن لم يتم تنفيذ الكثير من هذه الإصلاحات المعلنة.
قدمت الحكومة تنازلات لإرضاء الغالبية المسلمة السنيّة في البلاد، حيث رفعت السلطات الحظر الذي منع المعلمين من ارتداء النقاب وأغلق الكازينو الوحيد في البلاد. كما منحت الحكومة الجنسية لآلاف الأكراد السوريين الذين كانوا يُعتبرون ك ـ«أجانب».
عقدت الحكومة السورية حوار وطني لمدة يومين في يوليو، في محاولة للتخفيف من الأزمة. كان الحوار فرصة لمناقشة الإصلاحات الديمقراطية وغيرها من القضايا، إلا أن العديد من قادة المعارضة وزعماء الاحتجاج رفضوا الحضور مشيرين إلى استمرار الحملة على المتظاهرين في الشوارع.
كان المطلب الشعبي من المحتجين هو نهاية حالة الطوارئ في البلاد، والتي كانت سارية منذ ما يقرب من 50 عامًا. وقد استخدم قانون الطوارئ لتبرير الاعتقالات والاحتجاز التعسفيين، ولمنع المعارضة السياسية. بعد أسابيع من النقاش، وقع الأسد المرسوم في 21 أبريل، ورفع حالة الطوارئ في سوريا. ومع ذلك، استمرت الاحتجاجات المناهضة للحكومة في أبريل مع عدم رضا الناشطين عن ما اعتبروه وعوداً غامضة بالإصلاح من الأسد.

### الحرب الاهلية السورية
تحولت الثورة السورية إلى حرب أهلية شاملة في منتصف 2012. قوات المعارضة , التي تلقت السلاح من دول مجلس التعاون الخليجي , تركيا, وبعض الدول الغربية ,في البداية قامت بالتقدم بشكل كبير ضد القوات الحكومية التي كانت تنال الدعم من روسيا وايران .قام الثوار بالسيطرة على الرقة في 2013 وادلب في 2015 . نتيجة ذلك قامت ايران بالتدخل العسكري في عام 2014 لمساندة النظام السوري وكذلك روسيا في 2015 ونتج عن ذلك على تغيير مسار الصراع .في نهاية 2018 . كل اماكن سيطرة الثوار وقعت بيد النظام السوري ما عدا محافظة ادلب .
في عام 2014, حققت داعش انتصارات في كثير من المعارك ضد قوات المعارضة وقوات النظام . ونتيجة نجاح مماثل في العراق , تمكنت داعش من السيطرة على اراض كثير في شرق سوريا وغربي العراق , الذي ادى إلى تدخل التحالف الدولي من خلال حملة قصف جوي ضد التنظيم ,بينما قام التحالف بدعم قوات سوريا الديمقراطية وهو تنظيم معظمه من الاكراد بقيادة قوات الدفاع الشعبي ي ب ج . وبسبب نتائج المعارك في حملة الرقة ودير الزور , تم هزيمة داعش ميدانيا في اواخر 2017 . في اغسطس 2016 قامت تركيا بعملية باجتياح في شمال سوريا ,الذي كان ردة فعل على تأسيس روجافا ,حينما قاتلت ايضا داعش وقوات النظام . توقفت معظم العمليات القتالية بين هدنة مارس 2020 واواخر 2024 ولكن لوحظ بعض المناوشات بين الحين والآخر .

### سقوط النظام السوري
في نوفمبر 2024, تجددت الاعمال القتالية عندما قامت قوات المعارضة بشن حملة عنيفة بالشمال الغربي قادتها هيئة تحرير الشام ودعمتها قوى حليفة من الجيش السوري الوطني المدعوم تركيا , تم بها السيطرة على حلب ,حماة, وحمص . قام ثوار الجنوب الذين قامو بتسوية مع النظام سابقا, بإطلاق حملة خاصة بهم وتمت السيطرة بها على درعا والسويداء . قام الجش الحر وقوات سوريا اليدمقراطية بإطلاق حملتهم الخاصة في دير الزور وتدمر. سقط النظام السوري في 8 ديسمبر عندما هرب الاسد إلى موسكو خلال سقوط دمشق . قام رئيس الوزراء محمد الجلالي بتسليم السلطة للثوار في ديسمبر 8 عام 2024 .
في ذات اليوم, قامت اسرائيل باجتياح محافظة القنيطرة السورية بهدف السيطرة على المنطقة العازلة في مرتفعات الجولان . استمرت ايضا الاشتباكات بين الجيش السوري الوطني وقسد.
في يناير 2025 , اعلنت الحكومة السورية الانتقالية حل معظم الفصائل المسلحة ودمجهم في وزارة الدفاع. وتعيين احمد الشرع رئيسا لسوريا في المرحلة الانتقالية .